# Соллогуб, Николай Варламович
Никола́й Варла́мович Соллогу́б (1846— 13 (25) мая 1893, Владивосток) — российский журналист и издатель, основатель первой во Владивостоке газеты «Владивосток».

## Биография
Окончил Саратовскую гимназию и курсы телеграфистов, затем работал на Центральном телеграфе в Москве. Летом 1880 года был переведён во Владивосток в штаб главного командира портов Восточного океана. В 1881 году обратился к военному губернатору Владивостока Александру Фёдоровичу Фельдгаузену с предложением об издании в городе первой газеты и получил одобрение; военно-морское ведомство выделило необходимые средства для этого. В 1882 году отправился на пароходе Добровольного флота «Москва» в Одессу для приобретения типографского оборудования. У берегов Африки пароход потерпел крушение, и Соллогуб оказался среди тех, кто участвовал в спасении пассажиров — в результате обошлось без жертв, а сам Николай Варламович был награждён медалью «За спасение погибавших». 17 (29) апреля 1883 вышел первый номер газеты «Владивосток», в которой Соллогуб выполнял обязанности редактора, журналиста, типографского рабочего. Газета стала очень успешной, уже в первые годы она выходила тиражом 500 экземпляров (при населении Владивостока в 1884 году в 13 050 человек). Сама газета была весьма противоречивой — с одной стороны она была изданием Военно-морского ведомства, с другой стороны часто выступала с демократических позиций. В результате это вынудило Военно-морское ведомство отказаться со 2 августа 1898 года от финансирования газеты, после чего она выходила уже в качестве частного издания. Различные публикации газеты «Владивосток» многократно цитируются Антоном Павловичем Чеховым в его книге «Остров Сахалин».

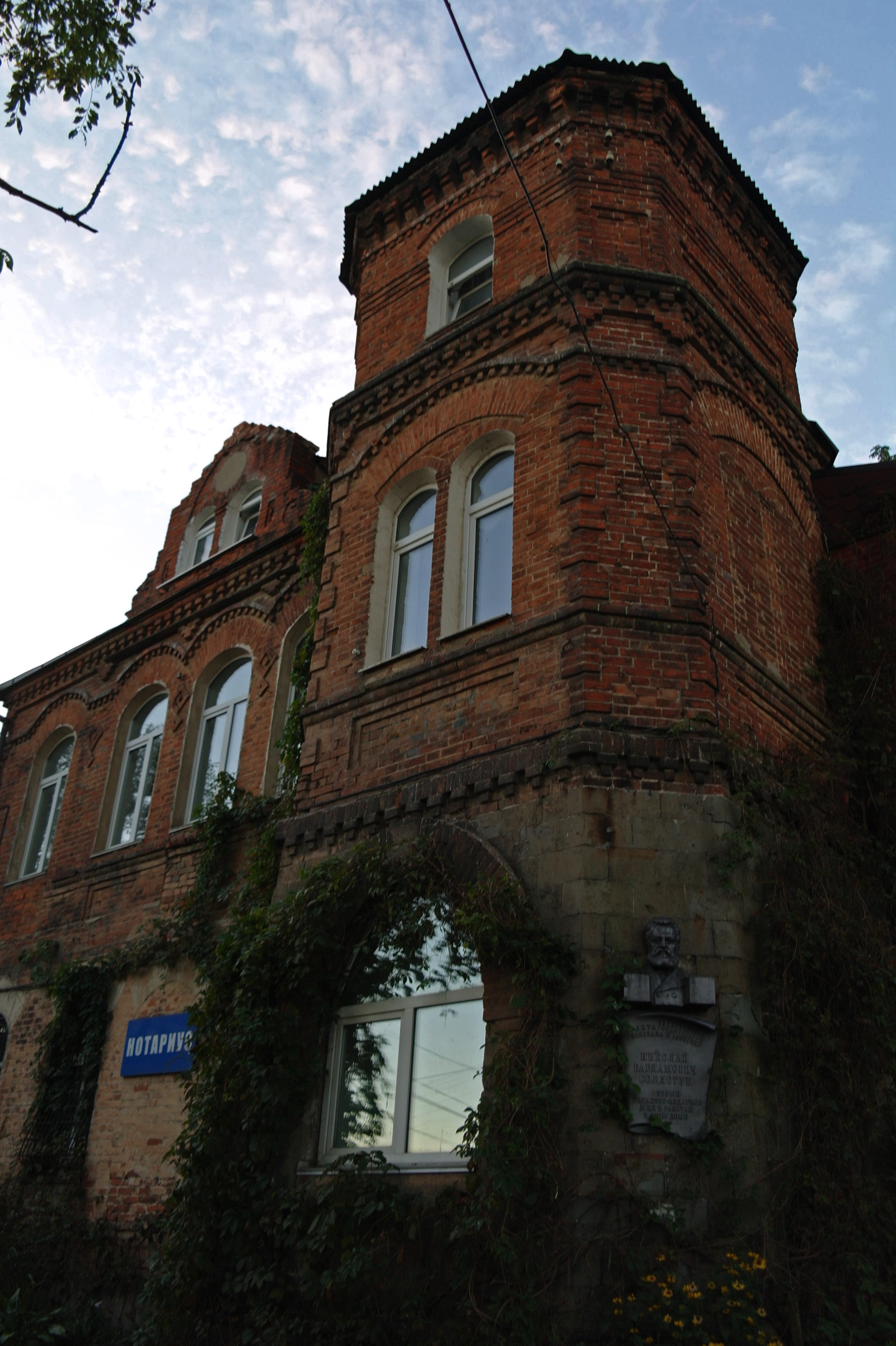
Дом Соллогуба в 2000 году

Финансовый успех издававшейся Соллогубом газеты позволили тому приобрести в Машкином овраге участок земли и приступить к строительству собственного дома по собственному проекту. Двухэтажный дом строился более пяти лет и после завершения стройки на первом этаже была размещена редакция газеты, а на втором поселились Николай Варламович с супругой и их пятеро детей. Вместе с тем, взятые для постройки дома кредиты оказались непосильными для Соллогуба, что вынудило его продать в конце июня 1892 года созданную им газету новому владельцу — Николаю Владимировичу Ремезову, который и возглавил её после покупки.
Весной 1891 года, во время посещения Владивостока наследником престола Российской империи, будущим императором Николаем II за свои заслуги Соллогуб был награждён им золотой булавкой для галстука с жемчугом и драгоценными камнями работы Карла Фаберже. Николай Варламович Соллогуб избирался гласным владивостокской городской думы, был соучредителем и членом Общества изучения Амурского края. Он скончался во Владивостоке 13 (25) мая 1893 года и был похоронен на Покровском кладбище. В советское время кладбище было ликвидировано, на его месте разбит парк, поэтому могила не сохранилась.

## Семья
Во время поездки в Одессу для закупки типографского оборудования в 1882 году Николай Варламович познакомился с гимназисткой Соней Андрущенко, ставшей впоследствии его женой. У пары было пятеро детей: Георгий, Вера, Ольга, Анатолий, Александра. По состоянию на 2010 год, потомки Николая Варламовича Соллогуба продолжали проживать в построенном им во Владивостоке доме (современный адрес — Пушкинская улица, дом 7).